# Selbstdichtender Treibstofftank

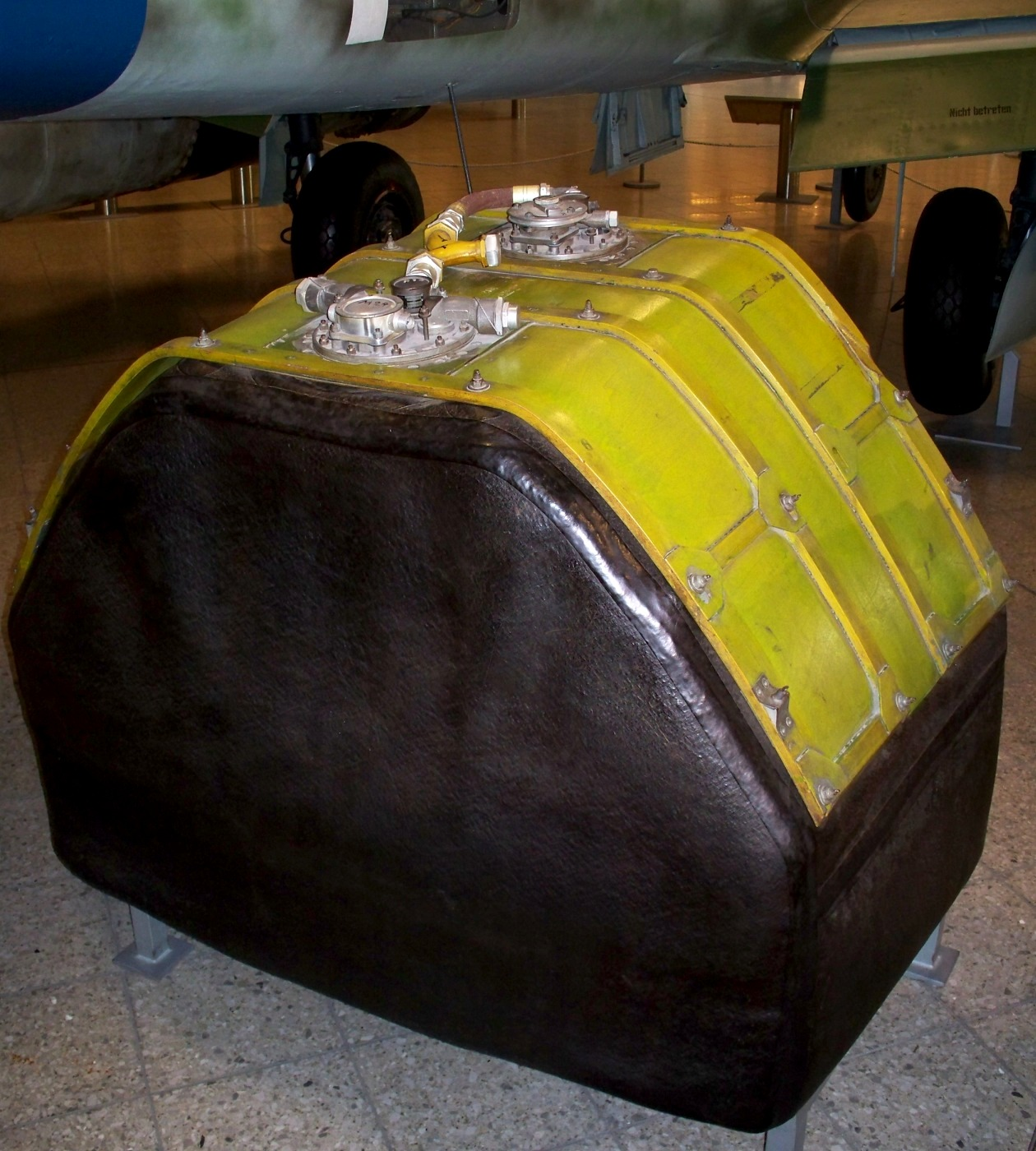
Selbstabdichtender Kraftstofftank einer Me-262A

Selbstdichtende Treibstofftanks wurden vor allem im Zweiten Weltkrieg entwickelt, um insbesondere bei Tanks von Militärflugzeugen nach Beschuss den Verlust von Treibstoff und die Entzündung zu verhindern (Notlaufeigenschaft). Heute wird die Technik auch bei Motorsportfahrzeugen, bei gepanzerten militärischen und zivilen Fahrzeugen verwendet. 

## Geschichte
Die Entwicklung selbstdichtender Tanks begann bereits im Ersten Weltkrieg, als von J. Imber das Konzept einer außenliegenden Gummidichtung, die den ganzen Tank umfasste, vorgestellt und die Wirksamkeit nachgewiesen wurde. Spätere Versuche, Treibstofftanks von Flugzeugen zu panzern, stellten sich wegen der Gewichtserhöhung schnell als undurchführbar heraus. Während der Untersuchungen von Schäden stellte sich heraus, dass die Austrittslöcher wegen der ins Trudeln geratenen Projektile meist größer als die Einschusslöcher waren.
Im Zweiten Weltkrieg wurden auf britischer Seite selbstdichtende Tanks von dem Unternehmen Fireproof Tanks (heute Teil von GKN) entwickelt und in Flugzeugen der Muster Supermarine Spitfire, Hawker Hurricane und Avro Lancaster eingesetzt. Diese Tanks waren innen oder außen mit einer Schicht überzogen, die sich nach einem Treffer zusammenzog und so die Öffnung verschloss.
Ab Ende 1939 wurde bei deutschen Jagdflugzeugen und Bombern standardmäßig ein Verfahren eingesetzt, das aus drei den Tank auskleidenden Schichten bestand. Von innen nach außen waren dies:
- 3 mm Chrom-Leder
- 3 mm nicht vulkanisiertes Gummi
- 0,5 mm leicht vulkanisiertes Gummi

Trat nach einem Durchschuss Treibstoff aus dem Tank aus, so brachte dieser das nicht vulkanisierte Gummi zum Quellen und dichtete so den Tank ab. Als jedoch die Royal Air Force die 20-mm-Hispano-Kanone als Jägerbewaffnung einführte, war dieses Verfahren nicht mehr in der Lage, die entstehenden großen Beschusslöcher abzudichten.
1941 erhielt James Merrill, ein Chemiker von Goodyear, das Patent für ein dem deutschen sehr ähnliches Verfahren. Dabei handelte es sich um eine zweilagige Gummibeschichtung im Inneren des Tanks. Die innere Schicht aus vulkanisiertem Gummi war für den Kraftstoff undurchlässig, während die zweite Schicht nicht vulkanisiert war. Wurde die undurchlässige Schicht zerstört, kam das nicht vulkanisierte Gummi mit dem Kraftstoff in Kontakt, quoll dadurch auf und verschloss die beschädigte Stelle. Dieses Funktionsprinzip setzte sich schließlich durch. Ab 1942 wurde der Tank zunächst in Flugzeuge vom Typ Vought F4U, später auch in andere Typen eingebaut. Ebenfalls 1942 entwickelte Fireproof Tanks den ersten flexiblen Flugzeugtank als Zusatztank für die Spitfire MkIX. Dieses Modell war ebenfalls selbstdichtend und bestand aus verschiedenen Gummischichten. Zahlreiche Flugzeuge wurden mit den neuen Tanks ausgerüstet. Bis zum Ende des Krieges wurden aber weiterhin zahlreiche Flugzeuge mit konventionellen Tanks hergestellt.
Die weitere Entwicklung während des Zweiten Weltkrieges konzentrierte sich darauf, die selbstdichtenden Tanks auch widerstandsfähig gegen den plötzlichen Überdruck zu machen, der mit einem Geschosstreffer einhergeht.

## Neuere Modelle
Die meisten Militärflugzeuge verfügen heute über selbstdichtende Tanks, wenn auch nur noch teilweise die Technik aus dem Zweiten Weltkrieg verwendet wird. Insbesondere für Flugzeuge mit großen Flughöhen ist sie ungeeignet, weil die Tanks in diesem Fall unter Überdruck gegenüber dem niedrigen Luftdruck der Atmosphäre außen stehen müssen. Eine Alternative ist das Ausschäumen beschädigter Tanks, wodurch in den einzelnen Schaumzellen keine ausreichend große Menge des Treibstoff-Luft-Gemisches verbleibt, um zu einer Explosion führen zu können. Alternativ kann Inertgas (Stickstoff oder aufbereitetes Abgas der Treibstoffverbrennung) in Tankzellen geleitet werden, um die Bildung eines brennbaren oder explosiven Gemisches von Treibstoff (Dampf oder Aerosol) mit Luftsauerstoff zu verhindern. Dieses Verfahren kommt unter anderem bei der Lockheed Martin F-22 zum Einsatz.